# 朝鮮語の呼称問題
朝鮮語の呼称問題（ちょうせんごのこしょうもんだい）とは、日本語における朝鮮語の呼び名に関する問題である。
大韓民国（韓国）が「朝鮮語」の呼称は朝鮮民主主義人民共和国（北朝鮮）にすり寄った表現または差別表現だとして抗議し、また韓国側が要求した「韓国語」に対して北朝鮮側が抗議してきたことが発端である。また、NHKの朝鮮語講座（語学番組）が文字の名前を使って「ハングル講座」の名称で開始されたり、朝鮮語が「ハングル語」と呼ばれる問題もある。

## 経緯

### 「朝鮮語」と「韓国語」
日本では伝統的に「朝鮮半島」や「朝鮮民族」などと同様に「朝鮮」の名を冠した「朝鮮語」という呼称が用いられているが（ただし大韓帝国（旧韓国）が存在した時期は「韓国語」という名称も用いられていた（例：統監府看守考査及試験規則（明治43年統監府訓令49号）第３条第５号））、太平洋戦争後に朝鮮語を公用語とする朝鮮民主主義人民共和国（北朝鮮）と大韓民国（韓国）がそれぞれ独立し並立したため、それぞれの公用語を別の名称で呼び始めたことが問題の発端となった。朝鮮民主主義人民共和国は「조선어（チョソノ、朝鮮語）」または「조선말（チョソンマル、朝鮮の言葉）」、韓国は「한국어（ハングゴ、韓国語）」または「한국말（ハングンマル、韓国の言葉）」と呼ぶ。正書法・発音について、韓国・北朝鮮はそれぞれ独自に標準を制定し、辞書の語順や、政治体制の違いなどから語彙・コーパスなどに大きな相違が生じているが、両国の話者たちは「ともに同じひとつの言語」と観念している。
日本語で「朝鮮語」と呼ぶのは政治的に中立的でないという意見が主として韓国側から出され、問題化した。「ハングル」は文字のことで、言語の名称は「韓国語」だという。

### 「ハングル」とNHK朝鮮語講座名の変更
1982年に、日本放送協会(NHK)が語学番組「朝鮮語講座」を作ろうとした際、在日本朝鮮人総聯合会（朝鮮総聯）が「朝鮮語」、在日本大韓民国民団（民団）が「韓国語」という呼称を用いるように主張したことで対立し、妥協の産物として文字の名称である「ハングル」を用いた『アンニョンハシムニカ 〜ハングル講座〜』という名前が用いられることになった。以降、NHKのテレビやラジオでの「ハングル講座」の中では朝鮮語ないし韓国語という表現は使われず、「ハングル」と呼び換えるか、もしくは「この言語」という表現を用い、言語を直接指す表現を避けるようにしている。このほか、大学入試センターでの「朝鮮語」呼称に対しても抗議がなされた。
これに対しては、「『한글（ハングル）』とは文字の名称であって言語の名称ではないため、朝鮮語という言語を『ハングル』『ハングル語』と呼ぶことは誤っている」という意見が研究者から出されている。その理由としては、日本語を「カナ」と呼んだり、英語を「ローマ字語（ラテン字語）」と呼ぶようなものであることが挙げられている。
もっとも、言語を指し示す際に朝鮮語を「ハングル」と表現する例は、韓国でも見られる。例えば、聖書の朝鮮語翻訳版の１つである聖経全書改訳ハングル版（성경전서 개역한글판）や韓国国民権益委員会の請託禁止法有権解釈事例集（ハングル版）(청탁금지법 유권해석 사례집 (한글판))のように朝鮮語版の意味で「ハングル版」の語を用いる事例がある。また、日本語にも、外来語（特に英語などの欧州言語に由来するもの）を「カタカナ語」や「横文字」と呼ぶ例があるが、これは日本語自体を文字の名称で呼んでいる例ではない。

### 現状
1965年（昭和40年）に、大韓民国と国交を回復し、それ以来「大韓民国が朝鮮半島における唯一の政府」としている日本では、韓国との交流が深化するにつれ、韓国国内で用いない「朝鮮語」の呼称ではなく、「韓国語」という表現が増えた。それに合わせ、教育機関で開講される語学としても「韓国語」という呼称が採用されている。ただし、日本においては「朝鮮語」が一般に南北双方の言語を指すのに対し、「韓国語」という呼称が朝鮮民主主義人民共和国で話されている変種のことを指すことはほとんどなく、もっぱら韓国で使用されている変種を指す。一方、民族教育を行う朝鮮大学校・朝鮮学校では、朝鮮民主主義人民共和国だけを正統な朝鮮国家と見なし、韓国のことを「南朝鮮」と呼ぶため、専ら「朝鮮語」という呼称を使用する。
現状としては日本では、朝鮮語が使われてきた地域が歴史的に「朝鮮」半島と呼ばれてきたことから、言語学などの学術および公文書では「朝鮮語」と呼ぶのが標準となっている。李氏朝鮮の頃の朝鮮語は李朝語または中期朝鮮語と言う。学術以外の場においても第二次世界大戦後長らくは「朝鮮語」という呼称が一般的であった。
しかし、朝鮮半島で正式に日本と国交を結んでいるのは韓国だけという事情もあり、「韓国語」も“韓国で用いられる朝鮮語”という意味の一般用語として用いられている。現に、今日の日本社会においては、この言語を「韓国語」と呼ぶことが定着し、「朝鮮語」と呼んだ場合、多くの日本語話者は朝鮮民主主義人民共和国を連想する場合が多い。そのため、「韓国・朝鮮語」のような並記をすることもある。「韓語」という言い方もなされる。

## 批判
日本の言語学者は、日本国での使用にあたっては日本人による日本語の呼称という視点が前提とされるべきであり、「韓国語」のように国家を単位として言語の呼称を設けることは矛盾であると批判している。日本での「朝鮮」呼称が朝鮮半島全体を指すのは、日本語を母語とする話者（日本人）の語感の反映であり、ドイツ語がオーストリアやスイスの言語を含むのと同様に、言語名と国家名（国号）は一致しないのが世界では通常であると指摘されている。

## その他の呼称・他の言語での呼称

### 「コリア語」という呼称
英語では、朝鮮語の呼び名を高麗に由来する「Korean」と呼ぶため、「朝鮮語」又は「韓国語」は、いずれも同じ単語で表される。そのため、日本国内においても中立性を保つため、英語の「Korean」を借用することがある。その例として、 1985年に「やさしいコリア語入門」（柳尚煕 、呉英元著、評論社）が出版されたり、 在日韓国人や在日朝鮮人を「在日コリアン」と呼んだり、東海大学、大東文化大学、上智大学、帝京大学、文教大学、法政大学などではこの言語を「コリア語」と呼んでいる。ただし前述の通り、学術的には「朝鮮語」が慣用されている。

### 中国における中国語での呼称
中華人民共和国（以下、中国と表記）では、1949年の建国当初は朝鮮民主主義人民共和国を「朝鮮半島における唯一の政府」としていたこと、「中国の少数民族のひとつとしての名称」に「朝鮮族」を採用し、延辺州・長白県などに設置された分布する民族区域自治行政体の呼称に「朝鮮族自治州/県」を使用したことから、この言語を「朝鮮語」と呼ぶことが一般的であった。今まで、中国の朝鮮族は「朝鮮語文」と「朝鮮語」の教科書を名づけている。教育部の「普通高等学校学部専攻リスト」を継承すると、中国内の各大学は専攻名を朝鮮語学科に設定する場合が多い。しかし、1992年に韓国との国交が樹立され、大学の学部・学科などで韓国式を教えることが始まると、こちらに対しては「韓語」あるいは「韓国語」と呼ぶことが多くなっている。 例えば、2009年初頭、北京大学の「朝鮮語学科」は「朝鮮（韓国）言語文化学科」に改称され、1995年には復旦大学外国語文学部に「韓国語学科」が設置されている。